# Claude Brueys
Œuvres principales
Jardin deys Musos provensalos, Comedies a onze personnagis, Comedies a set personnagis.
Claude Brueys (Aix-en-Provence, c. 1570) - était un poète et un auteur dramatique provençal de langue d'oc du début du XVIIe siècle. Son nom en provençal et selon la norme classique est Glaudi Brueis.

## Biographie
Il fut le fils de Denys Brueys, maire du temps de la Ligue, et d'Anne Maye. Leur premier fils (le frère ainé de Claude) s'appelait Étienne Brueys. Il était issu d'une grande famille bourgeoise aixoise et non pas noble comme laisserait à penser le titre d'écuyer qu'il revendiquait au-dessus de son Jardin. En 1609 il épousa Marguerite Imbert. 

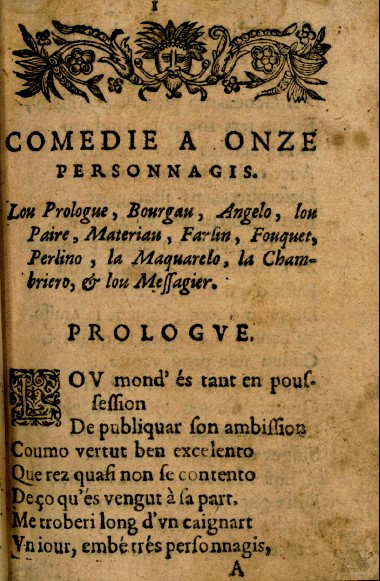

Il était membre de la haute société d'Aix-en-Provence. Ses œuvres furent publiées pour la première fois en 1628 à Aix sous le titre de Jardin des Muses provençales (Jardin deys Musos provensalos soit Jardin dei Musas Provençalas selon la norme classique), incluant ses poésies, ses comédies (Comédie à onze Personnages, deux Comédies à sept Personnages - Comedies a onze personnagis, Comedies a set personnagis, soit Comédias a onze personatges, Comédias a set personatges) et ses trois ballets. Il composa aussi en français.